# Combinada nórdica en los Juegos Olímpicos
La combinada nórdica en los Juegos Olímpicos se realiza desde la primera edición, Chamonix 1924. Es el único deporte invernal que no tiene representación femenina en los Juegos Olímpicos.
Tras el Campeonato Mundial de Esquí Nórdico es la máxima competición internacional de este deporte. Es organizado por el Comité Olímpico Internacional (COI), junto con la Federación Internacional de Esquí (ISU).

## Pruebas
En el programa de los últimos Juegos (Pyeongchang 2018) se disputaron tres pruebas, solo en la categoría masculina:
- Trampolín normal + 15 km individual
- Trampolín grande + 15 km individual
- Trampolín normal + 4 × 5 km por equipo

## Ediciones
| Núm.  | Año                         | Sede                                | Instalación                                                              |
| ----- | --------------------------- | ----------------------------------- | ------------------------------------------------------------------------ |
| I     | Chamonix 1924               | Chamonix ( Francia)                 | Trampolín Olímpico de Mont Estadio Olímpico                              |
| II    | Sankt Moritz 1928           | Sankt Moritz ( Suiza)               | Trampolín Olímpico Centro de Esquí de Fondo de Sankt Moritz              |
| III   | Lake Placid 1932            | Lake Placid ( Estados Unidos)       | Trampolín de Saltos Intervale Centro de Esquí de Fondo                   |
| IV    | Garmisch-Partenkirchen 1936 | Garmisch-Partenkirchen ( Alemania)  | Große Olympiaschanze Estadio Olímpico de Esquí                           |
| V     | Sankt Moritz 1948           | Sankt Moritz ( Suiza)               | Trampolín Olímpico Centro de Esquí de Fondo de Sankt Moritz              |
| VI    | Oslo 1952                   | Oslo ( Noruega)                     | Trampolín de Saltos Holmenkollbakken Centro de Esquí de Holmenkollen     |
| VII   | Cortina d'Ampezzo 1956      | Cortina d'Ampezzo ( Italia)         | Trampolín Italia Estadio de la Nieve                                     |
| VIII  | Squaw Valley 1960           | Squaw Valley ( Estados Unidos)      | Trampolín Olímpico de Saltos Estadio de McKinney Creek                   |
| IX    | Innsbruck 1964              | Seefeld ( Austria)                  | Trampolín Olímpico Centro de Esquí de Fondo                              |
| X     | Grenoble 1968               | Autrans ( Francia)                  | Trampolín de Saltos de Autrans Centro de Esquí de Autrans                |
| XI    | Sapporo 1972                | Miyanomori y Sapporo ( Japón)       | Trampolín de Miyanomori Centro de Esquí de Makomanai                     |
| XII   | Innsbruck 1976              | Seefeld ( Austria)                  | Trampolín de Seefeld Centro de Esquí                                     |
| XIII  | Lake Placid 1980            | Lake Placid ( Estados Unidos)       | Centro Olímpico de Saltos Complejo Olímpico de Biatlón y Esquí de Fondo  |
| XIV   | Sarajevo 1984               | Sarajevo ( Yugoslavia)              | Igman                                                                    |
| XV    | Calgary 1988                | Calgary y Canmore ( Canadá)         | Parque Olímpico de Canadá Centro Nórdico de Canmore                      |
| XVI   | Albertville 1992            | Courchevel y Les Saisies ( Francia) | Trampolín de Praz Centro de Esquí Les Saisies                            |
| XVII  | Lillehammer 1994            | Lillehammer ( Noruega)              | Estadio de Saltos en Esquí Lysgårdsbakken Estadio de Esquí Birkebeineren |
| XVIII | Nagano 1998                 | Hakuba ( Japón)                     | Estadio de Saltos en Esquí de Hakuba Snow Harp                           |
| XIX   | Salt Lake City 2002         | Park City ( Estados Unidos)         | Parque Olímpico de Utah                                                  |
| XX    | Turín 2006                  | Pragelato ( Italia)                 | Trampolín de Saltos Centro de Esquí de Fondo                             |
| XXI   | Vancouver 2010              | Whistler ( Canadá)                  | Parque Olímpico de Whistler                                              |
| XXII  | Sochi 2014                  | Krásnaya Poliana ( Rusia)           | Centro de Saltos RusSki Gorki Complejo de Esquí y Biatlón Laura          |
| XXIII | Pyeongchang 2018            | Pyeongchang ( Corea del Sur)        | Centro de Salto en Esquí de Alpensia Centro de Esquí de Alpensia         |
| XXIV  | Pekín 2022                  | Zhangjiakou ( China)                | Centro Nacional de Esquí de Fondo Centro Nacional de Salto en Esquí      |

## Medallero histórico
- Actualizado hasta Pekín 2022.

| Núm. | País           | Oro | Plata | Bronce | Total |
| ---- | -------------- | --- | ----- | ------ | ----- |
| 1    | Noruega        | 15  | 12    | 8      | 35    |
| 2    | Alemania       | 12  | 7     | 9      | 28    |
| 3    | Finlandia      | 4   | 8     | 2      | 14    |
| 4    | Austria        | 3   | 2     | 11     | 16    |
| 5    | Japón          | 2   | 3     | 2      | 7     |
| 6    | Francia        | 2   | 1     | 1      | 4     |
| 7    | Estados Unidos | 1   | 3     | 0      | 4     |
| 8    | Suiza          | 1   | 2     | 1      | 4     |
| 9    | Rusia          | 0   | 1     | 3      | 4     |
| 10   | Suecia         | 0   | 1     | 1      | 2     |
| 11   | Italia         | 0   | 0     | 1      | 1     |
| 11   | Polonia        | 0   | 0     | 1      | 1     |
|      | TOTAL          | 40  | 40    | 40     | 120   |

1. ↑  Incluye las medallas obtenidas por la RFA y la RDA entre 1949 y 1990.
2. ↑  Incluye las medallas obtenidas por la URSS.